# Mentalisierungsbasierte Psychotherapie

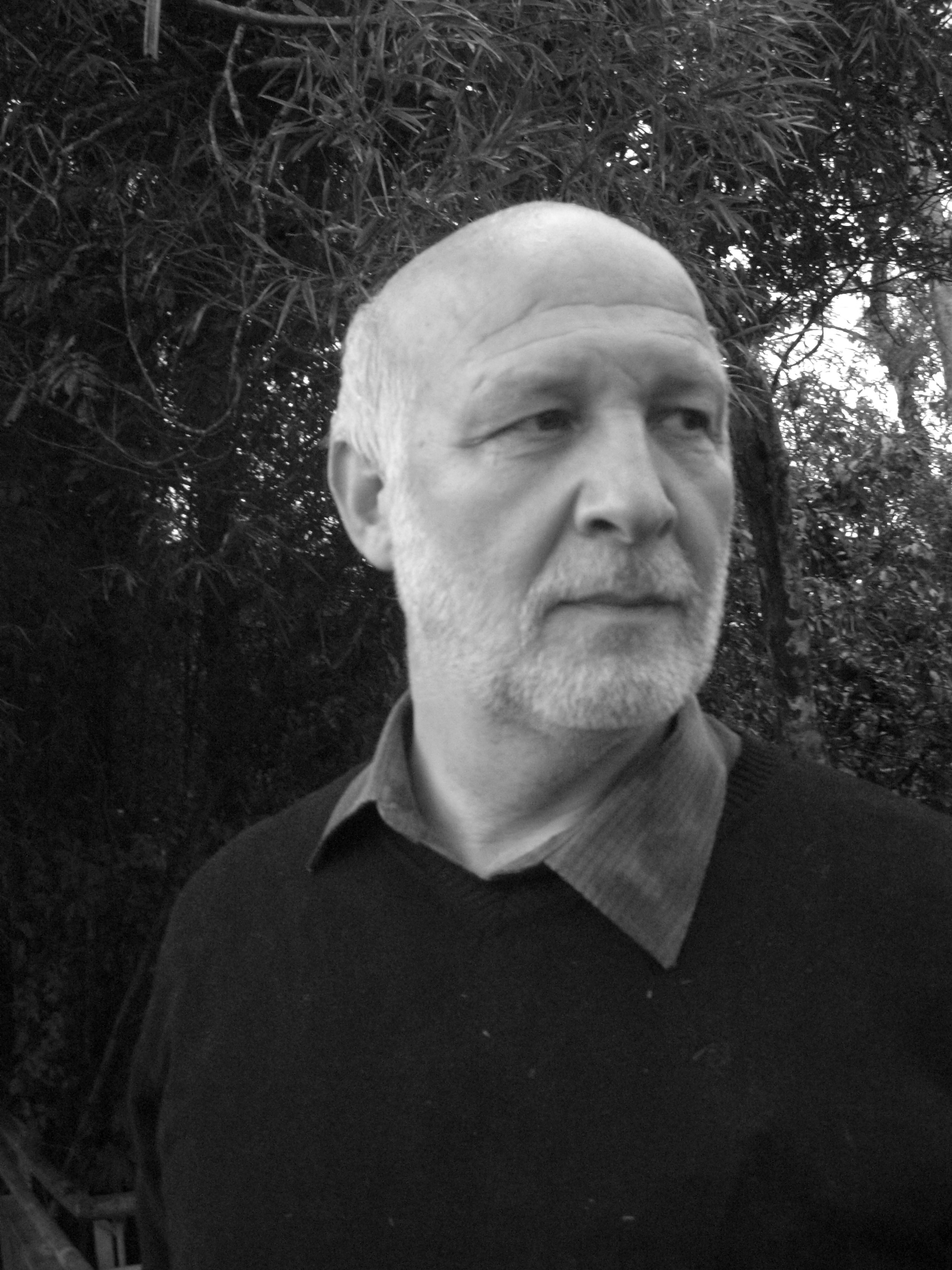
Peter Fonagy (2008), einer der Urheber des Konzeptes

Die Mentalisierungsbasierte Psychotherapie oder auch Mentalisierungsgestütztes Behandlungskonzept (engl. Mentalization-Based-Treatment, kurz: MBT) ist eine integrative Form der Psychotherapie, die psychodynamische, systemische, klientenzentrierte und dialektisch-behaviorale Therapieansätze miteinander verbindet und Erkenntnisse aus Entwicklungspsychologie, Bindungstheorie und Theory of Mind einbezieht. Sie wurde von dem englischen Psychiater und Psychoanalytiker Anthony W. Bateman und dem englischen Psychologen und Psychoanalytiker Peter Fonagy entwickelt. Sie basiert auf dem Modell der Mentalisierung, das von Fonagy und der Psychologin und Psychoanalytikerin Mary Target entwickelt wurde.
Die mentalisierungsbasierte Psychotherapie soll Menschen dazu befähigen, eigene Wünsche, Gedanken und Überzeugungen, sowie die anderer Menschen besser zu verstehen. Es umfasst die Fähigkeit, in anderen Menschen wie bei sich selbst mentale, geistige und emotionale Vorgänge zu erkennen, die seinem Handeln zugrunde liegen. Ebenso ist es möglich, sich selbst zu mentalisieren, also reflexiv zu erfassen, welche Umstände und Erfahrungen in der Vergangenheit und Gegenwart zu den jetzigen Wünschen, Gedanken und Überzeugungen geführt haben. Dieses Verstehen wird in der MBT Mentalisierung genannt, also die Fähigkeit, seelische Vorgänge als Ursache von Handlungen zu verstehen.
Durch diese Auseinandersetzung mit den Vorstellungen des Gegenübers wie auch mit den eigenen Vorstellungen über dessen Überzeugungen, Gefühle, Einstellungen und Wünsche, die dessen Verhalten zugrunde liegen, erwirbt man gewissermaßen die Fähigkeit, am Verhalten „ablesen zu können, was in den Köpfen anderer vorgeht“, wie auch die eigenen affektiven und mentalen Zustände zu verstehen und vom Verhalten zu unterscheiden und es dabei gleichzeitig als deren Verursacher anzuerkennen. Dies erfordert die Exploration und Selbstreflexion der eigenen Innenwelt, die einfühlsame Erforschung der Welt des anderen und der gemeinsamen Beziehung.
Das sogenannte mentalisierungsgestützte Behandlungskonzept, das auch manualisiert wurde, ist als ein Behandlungsprogramm der Borderline-Persönlichkeitsstörung entwickelt worden und umfasst sowohl einzel- als auch gruppenpsychotherapeutisches Vorgehen. Es kann sowohl stationär bzw. teilstationär als auch ambulant durchgeführt werden.
Das Mentalisierungskonzept eignet sich ebenfalls für die Behandlung von anderen Störungen, die mit einer eingeschränkten Mentalisierungsfähigkeit einhergehen können. Hier stehen vor allem die Dissoziale Persönlichkeitsstörung und andere Persönlichkeitsstörungen im Vordergrund, aber auch Zwangsstörungen und sonstige neurotische Störungen, die ein individuell niedriges Strukturniveau aufweisen.
Darüber hinaus können die Mentalisierung fördernde Interventionen auch innerhalb anderer einzel- und gruppenpsychotherapeutischer Behandlungen interdisziplinär eingesetzt werden.
Für den deutschsprachigen Raum gibt es psychoanalytische Traditionen, die Elemente der MBT beinhalten und vom Mentalisierungskonzept profitiert haben. Dazu gehören unter anderem traditionell das Göttinger Modell nach Heigl & Heigl-Ewers sowie neuzeitlich die strukturbezogene Psychotherapie nach Gerd Rudolf.

## Grundlagen
Das in England entwickelte, mentalisierungsbasierte Behandlungskonzept ist darauf ausgelegt, in einem stationären, teilstationären oder ambulanten psychiatrisch-psychotherapeutischen Rahmen die Fähigkeit zur Mentalisierung zu verbessern. Die Fähigkeit zur Mentalisierung gilt in der Psychotherapie als eine grundlegende psychologische und zwischenmenschliche strukturelle Funktion. Der Begriff Mentalisierung beschreibt dabei die „Fähigkeit, das eigene Verhalten oder das Verhalten anderer Menschen durch Zuschreibung mentaler Zustände zu interpretieren.“ So ist es dem Menschen möglich, mit Hilfe der Funktion der Mentalisierung intuitiv eine Vorstellung von emotional-kognitiven Vorgängen zu gewinnen und damit sein eigenes, wie das Verhalten anderer Menschen zu erklären. Diese Funktion kann dabei im Laufe der psychosozialen Entwicklung unterschiedlich gut entwickelt werden. Starke Defizite in dieser Funktion führen zu Einschränkungen in der Selbst- und Fremdwahrnehmung und gelten in der Psychoanalyse als eine der Ursachen für schwere psychische Störungen. Das Behandlungskonzept umfasst Gruppen- und Einzeltherapie und ist auf eine Dauer von mindestens 18 Monaten ausgelegt.
Die Fähigkeit zur Mentalisierung bildet sich in einem sensiblen Entwicklungsprozess heraus, der bereits nach der Geburt beginnt. Auf der Grundlage einer sicheren Bindung zu seinen Bezugspersonen entwickelt der Mensch eine erste positive Beziehung zu seiner Umwelt. In einer sicheren Umgebung ist es dem Säugling und Kleinkind möglich, sich auf die vorsprachliche Kommunikation mit seinen Bezugspersonen zu konzentrieren. Diese Kommunikation wird bei Kindern, die noch nicht fähig sind zu sprechen, im Blickkontakt und mit Hilfe von Lauten und Gesten geführt. Dabei steht der Austausch von Affekten im Vordergrund. Meist gelingt es den Eltern intuitiv, in einen solchen Austausch zu gelangen, der auch dazu führen kann, dass sie Einfluss auf die Affektstärke des Säuglings bekommen.

## Ziele
Die wichtigsten Ziele der MBT sind eine größere Verhaltenskontrolle und -flexibilität, eine Verbesserung der emotionalen Selbstregulation, Aufbau und Aufrechterhaltung bereichernder persönlicher und intimer Beziehungen, eine Sinnperspektive und Ziele für das Leben des Patienten gemeinsam zu erarbeiten und die Fähigkeiten zu verbessern, um Frustrationen zu bewältigen und diese Ziele zu erreichen.
Dies kann in einem strukturierten und transparenten Therapiesetting erreicht werden, das spezifische Interventionen und Beziehungsangebote bereitstellt, um die Mentalisierungsfähigkeit des Patienten zu verbessern und so auch eine Stabilisierung seines Selbstwertgefühls und seiner Emotionen und Beziehungen zu bewirken. Die Therapie zielt nicht darauf ab, das Bewusstsein des Patienten für die Krankheit zu erhöhen, sondern beim Patienten eine gültige und tragfähige Mentalisierung von sich selbst und seiner Umgebung wiederherzustellen, die sich durch eine präzise Selbst- und Fremdwahrnehmung auszeichnet.
Im Mittelpunkt der Behandlung steht ein sicheres therapeutisches Beziehungsangebot, das das Bindungssystem des Patienten stark aktiviert und eine sichere therapeutische Bindungserfahrung und den Aufbau epistemischen Vertrauens für den Patienten ermöglicht. Hierdurch wird ein geschützter Beziehungsrahmen bereitgestellt, in dem sich der Patient sicher fühlt, die eigenen seelischen Vorgänge und die des anderen reflexiv zu erforschen und zu erkennen. Die Behandlung konzentriert sich dabei hauptsächlich auf das Hier-und-Jetzt, die therapeutische Beziehung und die gegenwärtige Situation des Patienten und bezieht Ereignisse aus der Vergangenheit nur in dem Maße in die Therapie ein, wie sie die Gegenwart des Patienten beeinflussen.
Ein weiteres zentrales Merkmal der MBT ist es, beim Patienten eine Haltung der explorativen Neugier zu erzeugen, indem der Therapeut eine Allianz mit dem Patienten anstelle einer asymmetrischen „Experten“-Rolle in der Therapiebeziehung anstrebt und selbst eine Haltung des „Nicht-Wissens“ einnimmt, sich so auf die innere Welt des Patienten einlässt und sie gemeinsam mit dem Patienten zu verstehen sucht. Dies fördert das epistemische Vertrauen des Patienten in die Beziehung zum Therapeuten, weil dieser seine Wahrnehmung, Sichtweise und Affekte als seine gültige Erfahrung (ohne zu Beurteilen) annimmt und validiert (d. h. dem Patienten rückmeldet, dass das, was er fühlt, denkt, glaubt und erfährt für den Therapeuten real und verstehbar ist) und so dem Patienten den Transfer ermöglicht, um aus seinen Erfahrungen auch außerhalb der Therapie in den sozialen Beziehungen des täglichen Lebens neu zu lernen. Außerdem bewahrt dieses Vorgehen den Therapeuten davor, dem Patienten die eigene Sichtweise aufzudrängen und so den Mentalisierungsprozess und die therapeutische Beziehung zu stören. Die Förderung von Mentalisierung in der Therapie ist also nicht das eigentliche Therapieziel, sondern ein Weg, um Affekte besser modulieren und zentrale Beziehungskonflikte verstehen und regulieren zu können und dabei die Selbstkontrolle und das Empfinden von Selbstkohärenz zu verbessern.